# Quy Nhơn
Quy Nhơn là một phường thuộc tỉnh Gia Lai, Việt Nam. Phường Quy Nhơn là nơi đặt trung tâm hành chính của tỉnh Gia Lai. Phường được thành lập vào ngày 16 tháng 6 năm 2025

## Địa lý
Phường Quy Nhơn có vị trí địa lý:
- Phía Đông giáp phường Quy Nhơn Đông
- Phía Tây giáp phường Quy Nhơn Tây
- Phía Nam giáp phường Quy Nhơn Bắc
- Phía Bắc giáp phường Quy Nhơn Nam

Phường Quy Nhơn có diện tích 10,84 km², dân số tính đến năm 2022 là 50.343 người, mật độ dân số đạt 4.644 người/km².

## Lịch sử hành chính
Ngày 16 tháng 6 năm 2025, Ủy ban Thường vụ Quốc hội ban hành Nghị quyết số 1687/NQ-UBTVQH15 của Ủy ban Thường vụ Quốc hội về việc sắp xếp các đơn vị hành chính cấp xã của tỉnh Gia Lai năm 2025. Theo đó, sắp xếp toàn bộ diện tích tự nhiên, quy mô dân số của Phường Đống Đa, Phường Hải Cảng, Phường Thị Nại và Trần Phú(Thành Phố Quy Nhơn) thành phường mới có tên gọi là phường Quy Nhơn.